# Spelaeophryne methneri
A Spelaeophryne methneri a kétéltűek (Amphibia) osztályába, a békák (Anura) rendjébe és a Brevicipitidae családba tartozó Spelaeophryne nem monotipikus faja. Nevét Wilhelm Methner, német kelet-afrikai gyarmati tisztviselő tiszteletére kapta.

## Elterjedése
A faj Tanzániában és feltehetőleg Malawiban honos. Természetes élőhelye szubtrópusi vagy trópusi síkvidéki erdők, szubtrópusi vagy trópusi párás hegyvidéki erdők, párás szavanna.

## Természetvédelmi helyzete
Mivel a faj ökológiai igényei még nem ismeretesek, jelenleg még nem sikerült felmérni a fajra leselkedő esetleges veszélyeket.